# Plebicula weissi
Plebicula weissi är en fjärilsart som beskrevs av Félix Dujardin 1977. Plebicula weissi ingår i släktet Plebicula och familjen juvelvingar. Inga underarter finns listade i Catalogue of Life.